# Маршал (Оклахома)
Маршал (енгл. Marshall) град је у америчкој савезној држави Оклахома.

## Демографија
По попису из 2010. године број становника је 272, што је 14 (5,4%) становника више него 2000. године.
| Група             | 2000.       | 2010.       |
| Белци             | 234 (90,7%) | 233 (85,7%) |
| Афроамериканци    | 0 (0,0%)    | 2 (0,7%)    |
| Азијати           | 0 (0,0%)    | 0 (0,0%)    |
| Хиспаноамериканци | 10 (3,9%)   | 22 (8,1%)   |
| Укупно            | 258         | 272         |